# Proklorperazin

Strukturformel

Proklorperazin (Stemetil), neuroleptikum, som användes mest mot illamående och kräkningar.
Medlet avregistrerades 2011-12-31 och finns numera tillgängligt i apotekstillverkad beredning.